# Штурм Дербента
Шту́рм Дербе́нта — штурм русскими войсками одноимённой крепости во время Русско-персидской войны 1796 года.

## Предыстория

Дербентская крепость

Древний город с мощными крепостными стенами занимал выгодное геополитическое положение и запирал прибрежный проход между Кавказскими горами и Каспием.
Весной 1795 года персы, во главе с новым правителем и основателем династии Каджаров Ага Мохаммедом, вторглись в Кахетию и в азербайджанские ханства, а 12 (23) сентября 1795 захватили и разграбили Тифлис. Выполняя свои обязательства по Георгиевскому трактату 1783 года, русское правительство направило Каспийский корпус (около 13 тыс. человек) из Кизляра через Дагестан в азербайджанские провинции Ирана.
Для последующего похода в 1796 году в Кизляре формируется сильный русский корпус из двух пехотных и двух кавалерийских бригад, в котором частями, по личному назначению императрицы, командовали генерал-майоры: князь Цицианов, Булгаков, Римский-Корсаков, барон Бенигсен, граф Апраксин и Матвей Иванович Платов, главнокомандующим же был генерал-поручик граф Валериан Александрович Зубов. Вскоре Зубов вверенными ему частями двинулся в Дагестан по следам передового отряда генерала И. Д. Савельева. Савельев вошёл во владения Шейх Али-хана дербентского и тотчас предложил ему заключить оборонительный и наступательный союз против Персии. Но юный восемнадцатилетний хан оставил письмо без ответа, а приближавшийся к городу русский отряд встретил пушечными выстрелами.
В то время как генерал Савельев стоял на позиции под стенами Дербента, главнокомандующий Зубов предписал Савельеву отойти от города и ожидать главный корпус где-нибудь на крепкой позиции. 2 (13) мая 1796 главнокомандующий подошёл к Дербенту уже с основными силами. Недалеко от города казачьи разъезды были встречены дербентской конницей и пешими стрелками, засевшими по горам и оврагам. После трёхчасовой перестрелки неприятель был оттеснён и заперся в крепость, а русские войска обложили город и открыли по нему канонаду.

## Подготовка к штурму

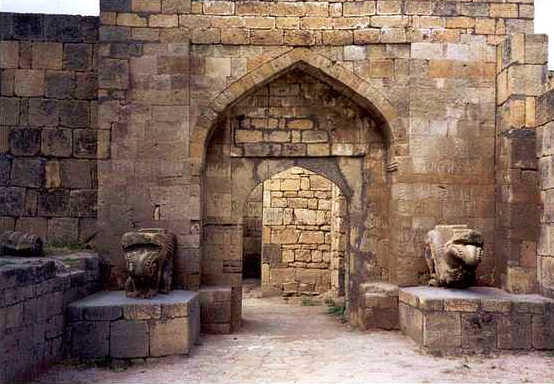
Вход в шахский дворец. крепость Нарын-Кала.

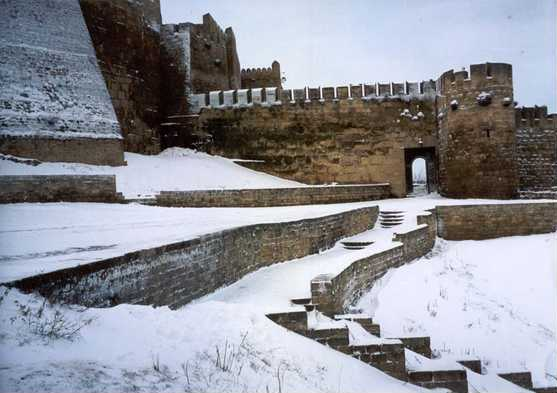
Крепость в Дербенте.

Дербентская крепость разделялась на три части: первая, или верхняя, почти примыкавшая к горам, состояла из весьма укреплённого природою и искусством замка Нарын-Кала, вторая часть собственно и называлась Дербентом, состоя из города, обнесённого стеною, и, наконец, третья часть, ближайшая к морю, называлась Дубари и отделялась от жилого города поперечною стеною. Из стен выступало до 80 башен и из них 10 больших. Кроме того, впереди замка Нарын-Кала с западной стороны была устроена особая башня. На крепостных стенах были размещены 9 медных и 3 чугунных пушек и мортир, а также 6 фальконетов. В больших башнях помещалось до 100 человек, в средних — до 50 и в малых — от 15 до 20. В интервалах между башнями на крепостной стене расставлялась частая цепь, и затем все остальные защитники располагались в городе близ стен.
Осмотрев город и произведя рекогносцировку окружающей его местности, граф Зубов увидел, что прежде всего необходимо овладеть передовой башней, которая препятствовала укреплению батарей. Он приказал тотчас же открыть огонь из нескольких орудий по разным частям города и направить выстрелы одной 12-фунтовой пушки исключительно против башни. Выпущенные четыре ядра не произвели никакого действия на её стены, и потому огонь был прекращён. Зубов, видя невозможность разрушения башни огнём артиллерии, решился овладеть ею штурмом.

## Штурм города
3 (14) мая 1796 после усиленной бомбардировки начался штурм крепости, но несмотря на отчаянную храбрость солдат, штурм был отбит. Командир батальона полковник Кривцов и почти все офицеры были ранены; выбыло из строя более ста человек, и генерал Римский-Корсаков вынужден был отступить на прежнюю позицию.
На следующий день генерал Зубов приказал начать закладку осадных батарей. Позиции осадных батарей возводились как можно ближе к крепости.
8 (19) мая 1796 в десять часов утра начался новый штурм башни, под командой генерала Булгакова. В приказе главнокомандующего экспедиционного корпуса говорилось: 
Башню надо взять непременно, что штурм произойдет на глазах всех жителей Дербента и неудача может повлечь за собой торжество персиян, которые издревле привыкли трепетать перед русским именем.
Несмотря на отчаянное сопротивление защитников крепости, русским с большим трудом и значительными потерями удалось завладеть главной башней. Падение этой башни позволило русским войскам спуститься с высот и заложить в тот же день траншеи на весьма близком расстоянии от городских стен. Подступы решено было вести против замка Нарын-Кале как командующего над всем городом. Два дня бомбардировки и брешь, сделанная в одной из башен, поколебали упорный дух защитников Дербента. 10 (21) мая 1796 на крепостной стене был выкинут белый флаг, а вслед за тем в русский лагерь явился и Шейх Али-хан.
Всего русские якобы потеряли 107 солдат и 11 офицеров убитыми. Но вероятней всего, эти цифры занижены, учитывая сложность штурмов крепости и отчаянное сопротивление защитников. Не смотря на это, взято в качестве трофеев было: 28 орудий, 5 знамён, 11 000 единиц огнестрельного оружия.

## Последствия
По горячим следам событий поэт Гавриил Романович Державин написал Стихи на покорение Дербента графом В. А. Зубовым, которые были напечатаны в Аонидах 1796 г. (кн. I, стр. 170), также в Новых ежемесячных сочинениях за апрель того же года.
После взятия Дербента на некоторое время в руках Российской империи оказался важнейший проход Кавказа. Взятие в плен Шейх Али-хана, правителя Кубинского ханства и Дербента, сломило дух сопротивления обитателей тех мест, что позволило российской армии за короткое время захватить Баку, Кубу, Шемаху. Но несмотря на этот успех, с вступлением на престол Павла I и изменением курса внешней политики русские войска из Закавказья были отозваны (в декабре 1796), а все завоёванные области были возвращены.